# Angela miranda
Angela miranda és una espècie de mantodeu de la família Mantidae que es troba a Mèxic.